# سكوت بيفان
سكوت بيفان (بالإنجليزية: Scott Bevan) هو لاعب كرة قدم بريطاني، ولد في 19 سبتمبر 1979 في ساوثهامبتون في المملكة المتحدة. لعب مع ستوك سيتي وشروزبري تاون وميلتون كينز دونز ونادي آير يونايتد ونادي بريستول روفيرز ونادي تاموورث ونادي توركي يونايتد ونادي ساوثهامبتون وويكمب وندررز ونادي وكينغ وهدرسفيلد تاون.

## وصلات خارجية
- سكوت بيفان على موقع قاعدة بيانات كرة القدم.إي يو (الإنجليزية)
- سكوت بيفان على موقع Soccerbase.com (لاعب) (الإنجليزية)